# Johann Philipp Abelin
Johann Philipp Abelin, ursprungligen Abele (latin Abelinus), död 12 september 1634 i Frankfurt am Main, var en tysk skriftställare, bördig från Strassburg.

## Biografi
Abelin omtalas på 1620-talet som gymnasieadjunkt i Frankfurt, från vilken befattning han avskedades 1630. Från våren 1628 till hösten 1634 redigerade han de historiskt politiska halvårsberättelser, som brukade utkomma till den stora Frankfurtmässan dels på tyska utan fortlöpande titel, dels på latin under titeln Mercurius gallo-belgicus. 
Mest bekant är Abelin som författare, eller rättare sagt kompilator, av de båda första delarna av tidskrönikan Theatrum Europæum. På Gustav Droysens auktoritet har han ansetts som författare till två andra för Sveriges historia viktiga arbeten, Arma suecica och Inventarium Sueciæ, men grundlösheten av denna hypotes har uppvisats av Frieda Gallati.